# Пронькино (Сорочинский район)
Пронькино — село в Сорочинском городском округе Оренбургской области России.

## География
Село находится в западной части Оренбургской области, в пределах возвышенности Общий Сырт, в степной зоне, на берегах реки Боровки, на расстоянии примерно 29 километров (по прямой) к северо-западу от города Сорочинска, административного центра района. Абсолютная высота — 147 метров над уровнем моря.
Часовой пояс
Село Пронькино, как и вся Оренбургская область, находится в часовой зоне МСК+2. Смещение применяемого времени относительно UTC составляет +5:00.

## История
Пронькино основано в 18 столетии.
До 1 июня 2015 года являлось центром ныне упразднённого Пронькинского сельсовета.

## Население
| 2010 |
| ---- |
| 624  |

Половой состав
По данным Всероссийской переписи населения 2010 года в половой структуре населения мужчины составляли 47,3 %, женщины — соответственно 52,7 %.
Национальный состав
Согласно результатам переписи 2002 года, в национальной структуре населения чуваши составляли 57 % из 852 чел., русские — 40 %.